# Dream Bowl Palace
Der Dream-Bowl Palace ist ein Bowlingcenter in Unterföhring, das im Dezember 2009 eröffnet wurde. Mit seinen 52 Bahnen ist es der größte Bowlingcenter in Europa.

## Lage
Das Dream-Bowl Palace liegt im äußersten Süden des Gemeindegebiets von Unterföhring an der Apianstraße, nahe der Staatsstraße 2340 (ehemalige Kreisstraße M 3).

## Angebote
Es gibt 52 Bowlingbahnen. Acht davon sind sogenannte „VIP-Bahnen“. Außerdem gibt es 11 Billardtische und eine Moonlight-Minigolf Anlage. Jährlich besuchen zwischen 250.000 und 300.000 Menschen die Anlage.

## Veranstaltungen
2010 war die Anlage Austragungsort der Bowling-Weltmeisterschaft, 2019 Austragungsort der Europameisterschaft, 2023 Austragungsort der 5. World Deaf Bowling Championships.